# Gle Uteuen Camah
Gle Uteuen Camah är en kulle i Indonesien.   Den ligger i provinsen Aceh, i den västra delen av landet, 1 800 km nordväst om huvudstaden Jakarta. Toppen på Gle Uteuen Camah är 85 meter över havet.
Terrängen runt Gle Uteuen Camah är kuperad söderut, men norrut är den platt. Havet är nära Gle Uteuen Camah åt nordost.Runt Gle Uteuen Camah är det ganska glesbefolkat, med 25 invånare per kvadratkilometer. Omgivningarna runt Gle Uteuen Camah är en mosaik av jordbruksmark och naturlig växtlighet.